# Mozambique : au pays des timbilas chopes
Pour plus de détails, voir Fiche technique et Distribution.
Mozambique : au pays des timbilas chopes est un documentaire français réalisé en 2000 par José Baptista et Robert Genoud parmi les Chopi (ou Chope), un peuple du Mozambique.

## Synopsis
Sur un continent et dans un pays comme le Mozambique où l’essentiel de la culture reste oral, la musique est porteuse de toutes les émotions, les aspirations, les connaissances des hommes. Chacune des nombreuses ethnies du Mozambique a su garder son identité culturelle et plus qu’une autre, la minorité chopi qui préserve encore la richesse de ses orchestres de timbilas : ils habitent le seul endroit au monde où on peut assister à de véritables concerts donnés par des dizaines de xylophones en bois, jouant à l’unisson.

## Fiche technique
- Titre : Mozambique : au pays des timbilas chopes
- Réalisateur : José Baptista et Robert Genoud
- Production : Zaradoc, RFO, Mezzo
- Langue : français, anglais
- Format : digital betacam
- Genre : documentaire
- Durée : 52 minutes
- Date de réalisation : 2000